# Công ty dot-com
Công ty dot-com, hoặc đơn giản là dot-com (hay dot.com, dot com, dotcom hoặc .com), là một công ty thực hiện hầu hết các hoạt động kinh doanh của mình trên Internet, thường thông qua một website trên World Wide Web sử dụng tên miền cấp cao phổ biến ".com ". Tính đến năm 2021, .com cho đến nay vẫn là TLD được sử dụng nhiều nhất, với gần một nửa số lượt đăng ký.
Bắt nguồn từ từ commercial (thương mại), tên miền .com trong URL thường (nhưng không phải luôn luôn) đề cập đến một tổ chức thương mại hoặc kinh doanh, trái ngược với một tổ chức phi thương mại hoặc tổ chức phi lợi nhuận thường sử dụng .org (bắt nguồn từ từ organization (tổ chức)). Vì các công ty .com thường hoạt động ở trên web nên các sản phẩm hoặc dịch vụ của họ cũng thường được phân phối thông qua các cơ chế dựa trên web, ngay cả khi các sản phẩm đó có liên quan đến vật chất, và vẫn có những công ty .com không cung cấp bất kỳ sản phẩm vật chất nào.

## Lịch sử

Trong bong bóng dot-com, chỉ số NASDAQ Composite tăng đột biến vào cuối những năm 1990. Sau đó nó giảm mạnh khi bong bóng vỡ.